# Bianco e Nero (rivista)
Bianco e Nero è un periodico di cinema pubblicato in Italia a partire dal  1937. È la più antica rivista italiana di studi cinematografici ancora oggi pubblicata. Dal 2017 la rivista è diffusa da Edizioni Sabinae.

## Storia
Fondato nel 1937 sotto l'egida del Centro sperimentale di cinematografia, con il sottotitolo di "Quaderni mensili del Centro sperimentale di cinematografia", quindi "Rassegna mensile di studi cinematografici e dello spettacolo", sospeso tra il 1944 e il 1946, ha raggiunto nel 2021 il 600° numero pubblicato.
Ha cambiato più volte periodicità: dapprima mensile (1937-1943 e 1947-1976), è diventato bimestrale (1977-1982), quindi trimestrale, dal 1983 al 2003 e infine quadrimestrale. Ha pubblicato saggi sulla storia, forma e tecnica cinematografica, iniziando dal 1939 una serie di volumi monografici, culminata nel 1996 con la pubblicazione dei 21 volumi della filmografia del cinema muto italiano, curata da Vittorio Martinelli e Aldo Bernardini.
Anche il nome in copertina è cambiato: Bianco e Nero, BN, B & N, Bianco & nero, B/n, Biancoenero, bianco e nero. 
Alla direzione si sono alternati Luigi Freddi (1937), Vezio Orazi (1939), Luigi Chiarini (1941), Umberto Barbaro (1947), ancora Chiarini nel 1948, quindi Giuseppe Sala (1952). In tempi più recenti hanno diretto il periodico Fernaldo Di Giammatteo, Orio Caldiron, Lino Micciché, Leonardo Quaresima, Alberto Crespi e attualmente, dal 2017, Felice Laudadio che ha pubblicato numeri monografici della rivista dedicati a Andrea Camilleri, Piero Tosi, Alberto Sordi, Bernardo Bertolucci, Netflix, Mario Monicelli, Cinema&Covid, Mariangela Melato, Cinema e Medioevo (numero 600) e  a Ettore Scola in occasione dei 90 anni dalla sua nascita e a 5 dalla sua scomparsa. Bianco e Nero è inserita nell'elenco delle riviste scientifiche di Classe A dell'ANVUR.
Dal 2017 la gestione degli abbonamenti e la diffusione della rivista è affidata alla casa editrice Edizioni Sabinae che ha pubblicato nell'estate 2021 un volume, curato da Alberto Anile e intitolato La carica dei 600, che ripercorre la storia dei seicento numeri della rivista Bianco e Nero.

## Volumi monografici
- Vittorio Martinelli, Aldo Bernardini - Il cinema muto italiano, opera in 21 volumi edita dalla RAI-ERI, collana editoriale: Biblioteca di Bianco e Nero:
  - I film dei primi anni. 1905-1909, 1996 (con Aldo Bernardini). ISBN 978-88-397-0913-4
  - I film dei primi anni. 1910, 1996 (con Aldo Bernardini). ISBN 978-88-397-0914-1
  - I film degli anni d'oro. 1911, parte 1, 1995 (con Aldo Bernardini). ISBN 978-88-397-0915-8
  - I film degli anni d'oro. 1911, parte 2, 1996 (con Aldo Bernardini). ISBN 978-88-397-0916-5
  - I film degli anni d'oro. 1912, parte 1, 1995 (con Aldo Bernardini). ISBN 978-88-397-0917-2
  - I film degli anni d'oro. 1912, parte 2, 1995 (con Aldo Bernardini). ISBN 978-88-397-0918-9
  - I film degli anni d'oro. 1913, parte 1, 1994 (con Aldo Bernardini). ISBN 978-88-397-0850-2
  - I film degli anni d'oro. 1913, parte 2, 1994 (con Aldo Bernardini). ISBN 978-88-397-0901-1
  - I film degli anni d'oro. 1914, parte 1, 1993 (collaboratori: Aldo Bernardini).
  - I film degli anni d'oro. 1914, parte 2, 1993 (collaboratori: Aldo Bernardini).
  - I film della Grande Guerra. 1915, parte 1, 1992.
  - I film della Grande Guerra. 1915, parte 2, 1992.
  - I film della Grande Guerra. 1916, parte 1, 1992.
  - I film della Grande Guerra. 1916, parte 2, 1992.
  - I film della Grande Guerra. 1917, 1991. ISBN 978-88-397-0677-5
  - I film della Grande Guerra. 1918, 1991. ISBN 978-88-397-0616-4
  - I film del dopoguerra. 1919, 1995.
  - I film del dopoguerra. 1920, 1995. ISBN 978-88-397-0920-2
  - I film degli anni venti. 1921, 1996. ISBN 978-88-397-0921-9
  - I film degli anni venti. 1922-1923, 1996.
  - I film degli anni venti. 1924-1931, 1996.

- Veronica Pravadelli - Il cinema di Luchino Visconti, collana editoriale: Biblioteca di Bianco e Nero, Quaderni n. 2, 344 pagg. con illustrazioni, 2000. ISBN 88-317-7444-1
- Alfredo Baldi - Schermi proibiti. La censura in Italia 1947-1968, collana editoriale: Biblioteca di Bianco e Nero, Quaderni n. 4, 224 pagg. con illustrazioni, 2002. ISBN 88-317-8153-7
- Alberto Anile (a cura di) - La carica dei 600, un secolo di storia nella più importante rivista italiana di cinema, Edizioni Sabinae, 202. ISBN 979 12800 23254